# Sela pri Šumberku
Sela pri Šumberku – wieś w Słowenii, w gminie Trebnje. W 2018 roku liczyła 146 mieszkańców.